# Stężnica
Stężnica – wieś w Polsce położona w województwie podkarpackim, w powiecie leskim, w gminie Baligród. Znajduje się ona w Bieszczadach. Przeważają tu pola, łąki i raczej pojedyncze domy. Miejscowości sąsiadujące z osadą to: Jabłonki, Baligród. Dojazd jest drogą powiatową.
W latach 1975–1998 miejscowość administracyjnie należała do województwa krośnieńskiego.
Założona w 1498 r. W roku 1921 wieś liczyła 112 domów oraz 699 mieszkańców (w tym 575 Ukraińców, 90 Polaków i 34 Żydów). Językiem polskim jako ojczystym posługiwało się 169 osób. W połowie XIX wieku właścicielami posiadłości tabularnej Stężnica byli spadkobiercy Karznickich.
W II Rzeczypospolitej wieś w powiecie leskim województwa lwowskiego. 4 sierpnia 1944 partyzanci sowieccy w Stężnicy zastrzelili kilku Ukraińców – mieszkańców Stężnicy. W odpowiedzi upowcy ostrzelali przechodzący przez Stężnicę oddział partyzantki sowieckiej, wywiązała się walka, zginęło kilku upowców. 6 sierpnia 1944 sotnia „Burłaki” dowodzona przez Włodymyra Szczygielskiego działając w ramach akcji eksterminacji Polaków, dokonała mordu na polskich mieszkańcach Baligrodu. W trakcie napadu zamordowani zostali m.in. miejscowy lekarz, sędzia, notariusz, trzech urzędników oraz leśnik.
W latach 1944–1945 nacjonaliści ukraińscy z OUN-UPA zamordowali w Stężnicy 12 Polaków.
W roku 1945 większość ukraińskich mieszkańców została przesiedlona do ZSRR w okolice Sambora.

## Zamek Balów
Pod koniec XVI wieku zamek wznosił się we wschodniej części wsi – obecnie jest to część Baligrodu przy ul. Balów prowadząca w stronę Stężnicy. Położony był na obronnym cyplu, który z trzech stron otaczały wody potoków Stężnica i Hoczewka. Do dziś pozostały w tym miejscu relikty ziemnych fortyfikacji bastionowych oraz 300-letni grab, będący ocalałym pomnikiem przyrody po istniejącym kiedyś parku dworskim. Jeszcze w XIX wieku potok Hoczewka dzielił miasteczko na dwie części, gdzie po wschodniej stronie, zwanej Podzamczem, znajdowało się zamczysko z zabudowaniami, a po zachodniej znajdował się rynek, ratusz oraz kościół i kamienice. Obie części miasta i zamku łączyły podziemne przejścia, odkopane w roku 1966 podczas prac melioracyjnych. Pod koniec XVIII wieku nowi właściciele rozebrali ruiny zamku, a w ich miejsce wybudowali dwór, który przetrwał do pierwszej wojny światowej. Obecnie w miejscu dworu znajdują się zabudowania nadleśnictwa.

### Historia zamku
W połowie XVI wieku Balowie z Hoczwi wybudowali w tym miejscu niewielki zamek rycerski, którego zachowany opis pochodzi dopiero z 30 lipca 1732: „Mury zamku bowiem w części rozkruszone, wiele okien bez szyb, ganki, poręcze itp. wszystko oznaczone jako „potrzebujące naprawy” a bramy na wylot rozpadłe. Po schodach kamiennych wchodzi się na piętro do sali, do której wiodą drzwi dębowe, piec w niej „farfurowy” stoi, szyby w oknach w ołów oprawione, obok pokój „panieński’, dalej pokoik „mały” i oknami zwrócona do dziedzińca wielka sala jadalna, w której stoi piec biały farfurowy kaflowy wielki z herbami Balów i komin murowany. W sali jadalnej też po zwyczaju wisi obrazów „dom WW. Ichmościów Panów Balów reprezentujących numero siedemnaście” i jeden „Naj. Króla Pana i Królowej”. Osobne w zamku umieszczenie ma kaplica z sygnaturką zwołującą na mszę św., w kaplicy zaś obraz Ukrzyżowanego na płótnie „stary dawny”, obraz Matki Boskiej Częstochowskiej i obrazy świętych. Skarbiec w nie najlepszym stanie, a w nim szafy z pułkami, osobny pokoik też przeznaczony jest na apteczkę. Uzbrojenie zamku stanowią „w stołowej izbie hakownic dziesięć, moździerz jeden, armata.”
W roku 1510 Mikołaj II Bal właściciel tych dóbr funduje kaplicę zamkową za indultem papieża Leona X w swoim zamku w Stężnicy. Drugą kaplicę drewnianą w niewielkiej odległości od zamku buduje dla ludności „by mu słuchanie nabożeństwa uczynić łatwiejszym”. W roku 1511 następuje rozgraniczenie dóbr pomiędzy Mikołajem Balem a Piotrem Herburtem dziadkiem poety Mikołaja Reja, między wsiami Mchawą i Stężnicą należącą do Mikołaja Bala. W miejscu rozgraniczenie powstało na nowo wieś i miasto Baligród. W roku 1523 Mikołaj Bal wraz z towarzyszami: Jakubem Freibergerem de Cadan oraz wojskim Adamem Wzdowskim otrzymują pozwolenie od króla Zygmunta na poszukiwanie wszelkiego rodzaju minerałów w ziemiach sanockich i bieckich. Kto wybudował zamek w Stężnicy: Mikołaj, czy jego ojciec Matjasz – tego źródła nie podają. Po śmierci ojca, zamek dziedziczy Matjasz III Bal, a po nim jego syn.
Około roku 1615 właścicielem zamku był podkomorzy Piotr II Bal, którego działalność opisał historyk Franciszek Siarczyński: „Mając swe włości w górach karpackich położone, wiele do oświecenia i uobyczajnienia góralów przyłożył się. On Beszkidy z opryszków oczyścił, on ku bezpieczeństwu mieszkańców od rozboju hultajów, miasto Baligród z zamkiem wystawił i tam żołnierzy utrzymywał, on po wsiach kościoły i szkółki pozakładał, kapłanów osadził”.
W roku 1648 syn Piotra, Samuel Bal, wybudował groblę oraz wytyczył drogę ze Stężnicy i Baligrodu w kierunku Cisnej i dalej – w stronę granicy węgierskiej.
Po śmierci Salomei Bal dobra baligrodzkie przechodzą we władanie jej męża, Stanisława Karsznickiego (Karśnicki).